# Мехмед Кьорходжа
Мехмед Кьорходжа е родопски помак, войвода-управник на Ахъчелебийска околия (Смолянско), управлявал мирно областта в периода 1750 – 1779 година. Същият е един от наследниците на Исеин бей – владетелят на планината „Кесариица“ в Родопите, който през 1727 година се заселва от град Гюмюрджина в поселището „Чепеларе“, в планината за постоянно, заедно със стадата си и след това се задомява, като се оженва за местна хубава вдовица – помакинята Фикрие, останала сама с две мъжки деца – Исмаил и Мехмед.
В началото на 1729 година тринадесет души от съседното село Забърдо закупуват общо 16 дяла от имот, представляващ планината „Хаджиица“ с владало (тапия), издадено от турския ефкаф (нотариус), намиращ се в Пловдив, при което след това те се заселват постоянно в землището и оттогава Чепеларе става същинско постоянно заселище, населено място с различни махали – „Горната махала“, „Долната махала“, „Шабановската махала“, „Сивковската махала“ и други. Единият от упълномощените представители за продажба на планината „Хаджиица“ е хаджи Юмер от село Чепели, Гюмюрджинска кааза, продал част от дяловете на съпритежателите за 800 гроша. От 1728 година до 1750 година в село Чепеларе имало 19 семейства, 1 помашко семейство и 5 християнски, заедно със семейството на Исеин бея и Мехмед Кьорходжа съставлявали около 100 жители.
Исеин бей, който приел доведените две деца като свои, ги изпратил да учат в град Пловдив, в прочутото духовно училище „Имаретджамия“. След няколкогодишно учение Исмаил и Мехмед се завърнали със звание ходжи, като към имената им местните хора прикачили и по едно прозвище. Исмаил, който още от дете бил малко прегърбен, нарекли „Камбурходжа“, а Мехмед, на който едното око, още като дете било повредено от сипка (едра шарка), нарекли Кьорходжа. Преди смъртта си Исеин бей осиновил Мехмед с пълни права на наследник, а на Исмаил дал само няколко големи къса земя в „Камбурската махала“ и околностите ѝ. Освен това Исеин бей подарил на 3 забърдски семейства – роднини на жена му – места за къщи и градини в същата махала. Исмаил Камбурходжа бил назначен с берат за наследствен имам на чепеларските мюсюлмани, а Мехмед Кьорходжа, след осиновяването му, се прочул навсякъде в Средна Родопа, защото бил много учен и умен, при това наследил и големи богатства, състоящи се от хиляди овце, планини и други недвижими имоти в град Гюмюрджина. Малко по-късно Мехмед Кьорходжа се удостоил с доверието и високата чест да бъде избран за войвода – управник на Ахъчелебийската околия, а това не станало по благоволение или по натиск от големци-управници, а по волята на самото местно население на Ахъчелебийската околия. Този избор е бил одобрен и потвърден от висшите турски управници от Цариград през 1750 година, като след това той и семейството му се преселват в околийското управително седалище на Смолян – село Райково и се настаняват да живеят в горната му махала.
По време на неговото управление междуособните борби и големите злосторства в околията били прекратени. Населението, особено християнското, се успокоило и поминъкът му се подобрил. Сам Кьорходжа в качеството си на войвода и добър стопанин още повече замогнал и разширил недвижимите си имоти. Приживе той задомил всичките си синове и дъщери, но ги пръснал в няколко съседни села.
Мехмед Кьорходжа управлявал околията от 1751 година до 1779 година, когато и починал. Погребан е в тогавашните райковски помашки мюсюлмански гробища до къщата на Имамци с надпис на надгробния камък „Мехмед бин Исеин – 1779“.
След неговата смърт го наследява синът му Сюлейман Кьорходжа, който се прогласява за войвода и управник на околията, но понеже конакът и постоянното му местожителство били в Пашмакли, то и управителното седалище на околията били пренесени там, по това време – все още село.